# Звёздный глобус

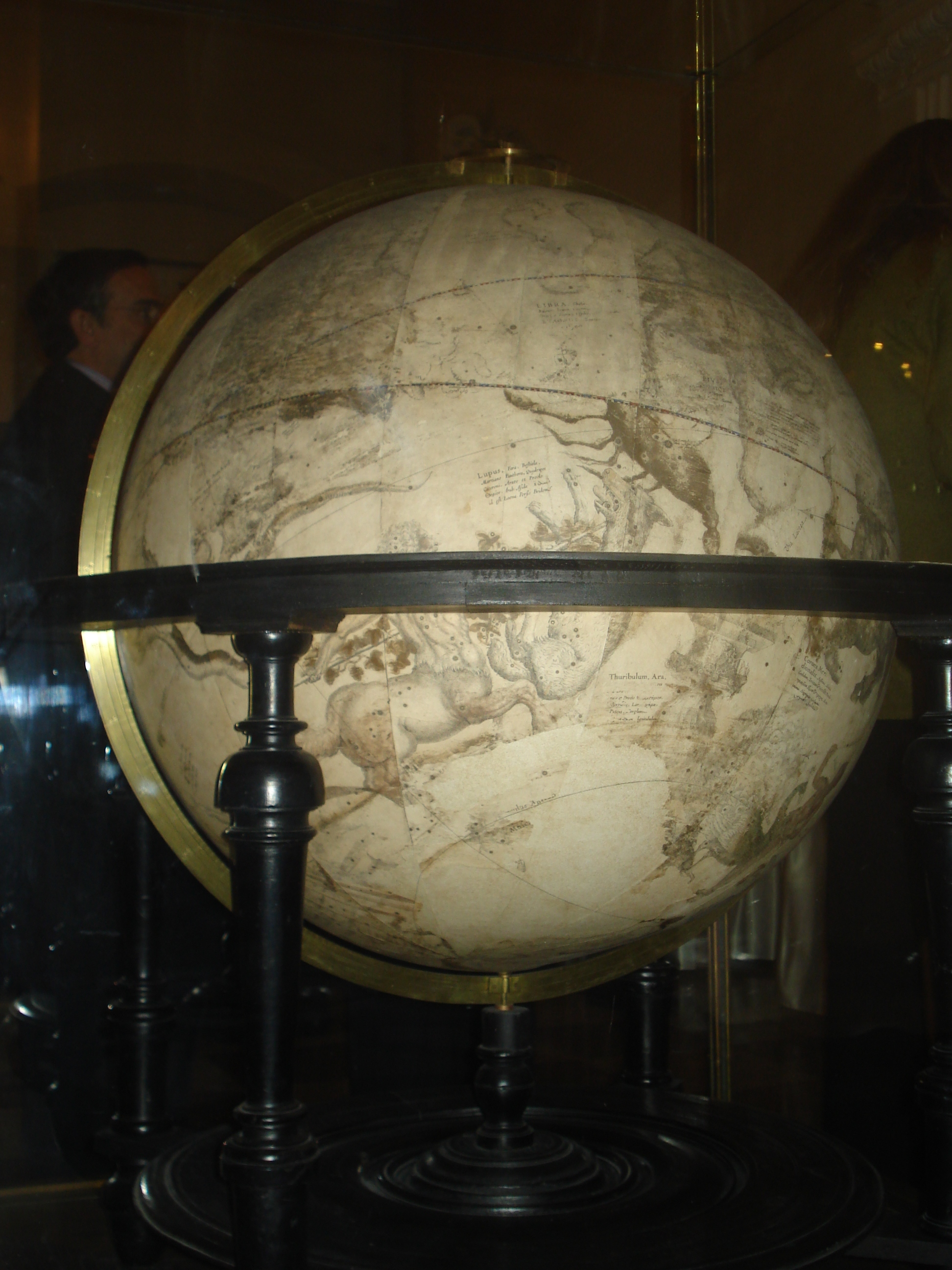
Звёздный глобус (1622) в Белом зале библиотеки Вильнюсского университета

Звёздный глобус — объёмное изображение небесной сферы с нанесёнными на неё экватором, сеткой небесных меридианов и параллелей, эклиптики, основных созвездий и звезд, используемых при определении места судна.
3вёздный глобус позволяет решать задачи мореходной астрономии, не требующие большой точности: подбор нескольких звезд для астрономических наблюдений, определение названия наблюдаемой звезды и времени восхода и захода светил, их азимуты в этот момент и другое.